# Welcome to the N.H.K.
Welcome to the N.H.K. (jap. NHKにようこそ! NHK ni yōkoso!) – japońska powieść napisana przez Tatsuhiko Takimoto i ilustrowana przez Yoshitoshiego ABe, wydana 28 stycznia 2002 nakładem wydawnictwa Kadokawa Shoten.
Na podstawie powieści powstała adaptacja w formie mangi i telewizyjnego serialu anime wyprodukowanego przez studio Gonzo.

## Znaczenie tytułu
NHK to oficjalny skrót nazwy japońskiego nadawcy publicznego (od Nippon Hōsō Kyōkai), ale w mandze skrótowiec pochodzi od Nippon Hikikomori Kyōkai, co oznacza Japońskie Stowarzyszenie Hikikomori i odnosi się do twierdzeń głównego bohatera o istnieniu wszechobecnego spisku prowadzonego przez NHK (korporację medialną), by stworzyć NHK (grupę hikikomori). 

## Fabuła
Fabuła NHK ni yōkoso! kręci się wokół życia kilku dwudziestolatków żyjących w Tokio. Pokazane są różne style życia, chociaż przez większość czasu historia dotyczy hikikomori, anime, otaku i intensywnych uczuć smutku i samotności głównych bohaterów.
Głównym bohaterem jest Tatsuhiro Satō, który czwarty rok po przerwaniu studiów jest bezrobotny. Prowadzi odosobnione życie jako hikikomori, w końcu dochodząc do wniosku, że wszystko co go spotkało to spisek. Pewnego dnia poznaje Misaki Nakahara, tajemniczą dziewczynę, która twierdzi, że jest w stanie uleczyć Tatsuhiro z jego nawyków hikikomori. Pokazuje mu kontrakt w którym zapisane jest, że raz dziennie będą się spotykać wieczorem w lokalnym parku, gdzie Misaki będzie dawać wykłady Tatsuhiro by odmienić jego styl życia. Podczas tych spotkań omawianych jest wiele tematów, chociaż prawie zawsze mają coś wspólnego z psychologią i psychoanalizą. Jedno z ich pierwszych spotkań dotyczy interpretacji ostatnich snów Tatsuhiro.
Oboje, Tatsuhiro i Misaki, mają jednak tendencje do przesady i ukrywania prawdy. Mimo oferty Misaki i jej prób ratowania Tatsuhiro, to sąsiad Tatsuhiro i przyjaciel ze szkoły średniej, Kaoru Yamazaki jest osobą do której się zwraca częściej o pomoc. Także pomimo swoich dziwactw Yamazaki jest jedną z najstabilniejszych postaci w powieści.

## Bohaterowie
- Tatsuhiro Satō (jap. 佐藤 達広 Satō Tatsuhiro)

Seiyū: Yutaka Koizumi 
22-latek rozpoczynający trzeci rok bycia hikikomori i jest też NEET. Wierzy, że jego bezrobocie i przerwanie studiów są wynikiem spisku NHK. Żyje w wynajmowanym mieszkaniu, ale jest pieniężnie zależny od rodziców. Pod wpływem sąsiada, Kaoru Yamazaki, staje się lolicon otaku i pomaga Yamazaki z fabułą ich gry dla dorosłych.
- Misaki Nakahara (jap. 中原 岬 Nakahara Misaki)

Seiyū: Yui Makino 
Tajemnicza dziewczyna twierdząca, że prowadzi wolontariat w "projekcie" pomocy hikikomori takim jak Tatsuhiro. Ma tendencje do mówienia nieprawdy, na przykład ukrywania tego, że opuściła szkołę średnią, ale nie robi tego ze złej woli. Powie Tatsuhiro cokolwiek by zwrócić na siebie jego uwagę. Daje dwa znaki o swojej przeszłości, pierwszym jest zdradzenie, że potrzebuje Sato, bo jest gorszy od niej, a drugi to odpowiedź na podniesienie pięści przez Tatsuhiro, taka jakby była kiedyś wcześniej bita. Dzieciństwo Misaki nie było przyjemne, była poniżana przez ojczyma.
- Kaoru Yamazaki (jap. 山崎 薫 Yamazaki Kaoru)

Seiyū: Daisuke Sakaguchi 
Znajomy Tatsuhiro ze szkoły średniej, będący otaku. Tatsuhiro raz stanął w jego obronie w szkole podstawowej, gdy był bity i od tego czasu zyskał jego szacunek. Jest obecnie sąsiadem Tatsuhiro i studentem pragnącym zostać twórcą gier. Przekonał Tatsuhiro aby ten przyłączył się do jego projektu stworzenia gry erotycznej z rodzaju dōjin soft i sprawił, że Tatsuhiro stał się otaku. Jego rodzina posiada sporą farmę w Hokkaido. Później zostaje zmuszony powrócić na farmę z powodu choroby ojca. W tym momencie zdając sobie sprawę, że nie ma nadziei na kontynuację żadnego z aspektów życia w Tokio, rozstaje się z dziewczyną, Nanako. Na końcu historii, żyje szczęśliwy na farmie rodziców i obecnie spotyka się z dziewczyną wyglądającą dokładnie jak Nanako i pragnie ją niedługo poślubić.
- Hitomi Kashiwa (jap. 柏 瞳 Kashiwa Hitomi)

Seiyū: Sanae Kobayashi 
Senpai Tatsuhiro ze szkoły, teraz urzędnik. Przez stres, Hitomi staje się uzależniona od leków. Hitomi poznała Tatsuhiro, gdy przekonała go do przyłączenia się do klubu literackiego, chociaż przez większość czasu jedynie grali w karty. Zawsze była zafascynowana teoriami spiskowymi i jest jedną z przyczyn przez które Tatsuhiro podejrzewa spisek przeciwko sobię przez N.H.K. Próbuje samobójstwa przez pakt samobójczy założony przez Internet. Zmienia jednak swoje zdanie, gdy jej chłopak się jej oświadcza. Wychodzi za mąż i ma zdrowe dziecko.
- Megumi Kobayashi (jap. 小林 恵 Kobayashi Megumi)

Seiyū: Risa Hayamizu 
Przewodnicząca klasy w szkole średniej Tatsuhiro. W mandze często się spotykają, ale nie zdają sobie sprawy ze swojej obecności, aż do później. Po tym, gdy umiera jej ojciec zostaje zmuszona do pracy by utrzymać siebie i swojego brata, który też jest hikikomori, ale kończy uwięziona w systemie sprzedaży wielopoziomowej. W celu poprawienia swojej sytuacji usiłuje wciągnąć do systemu Tatsuhiro, a następnie również Misaki i Yamazakiego, co ostatecznie kończy się niepowodzeniem. W końcu firma zajmująca się wielopoziomową sprzedażą zostaje zlikwidowana przez policję, a brat Megumi, podczas jej pobytu na komendzie, jest zmuszony do porzucenia trybu życia hikikomori i rozpoczyna pracę jako dostawca w restauracji.

## Manga
Na podstawie powieści powstała adaptacja w formie mangi, ilustrowana przez Kendi Oiwę. Seria ta była publikowana na łamach magazynu „Shōnen Ace” od 26 grudnia 2003 do 26 maja 2007. Razem opublikowano 40 rozdziałów, które potem zostały skompilowane do ośmiu tankōbonów wydawanych nakładem wydawnictwa Kadokawa Shoten od 24 czerwca 2004 do 6 czerwca 2007.
W Polsce manga wydawana była nakładem wydawnictwa Waneko od 10 sierpnia 2012 do 14 października 2013 pod angielskim tytułem Welcome to the N.H.K..
| Nr | Język japoński | Język japoński | Język polski                                                       | Język polski                                                       |
| Nr | Data wydania | ISBN | Data wydania                                                       | ISBN                                                               |
| --- | --- | --- | ------------------------------------------------------------------ | ------------------------------------------------------------------ |
| 1 | 24 czerwca 2004 | ISBN 978-40-4713-636-6 | 10 sierpnia 2012                                                   | ISBN 978-83-62866-78-6                                             |
| Lista rozdziałów 1. Welcome to the PROJECT! 2. Welcome to the LOLITA! 3. Welcome to the NEW WORLD! 4. Welcome to the CLASSROOM! 5. Welcome to the COMPANY!         | Lista rozdziałów 1. Welcome to the PROJECT! 2. Welcome to the LOLITA! 3. Welcome to the NEW WORLD! 4. Welcome to the CLASSROOM! 5. Welcome to the COMPANY!         | Lista rozdziałów 1. Welcome to the PROJECT! 2. Welcome to the LOLITA! 3. Welcome to the NEW WORLD! 4. Welcome to the CLASSROOM! 5. Welcome to the COMPANY!         | - Kolor okładki: pomarańczowa - Postać na okładce: Misaki Nakahara | - Kolor okładki: pomarańczowa - Postać na okładce: Misaki Nakahara |
| 2 | 22 listopada 2004 | ISBN 978-40-4713-681-6 | 13 października 2012                                               | ISBN 978-83-62866-79-3                                             |
| Lista rozdziałów 1. Welcome to the MORATORIUM! 2. Welcome to the SUMMER DAYS! 3. Welcome to the VACATION! 4. Welcome to the OFF MEETING! 5. Welcome to the HEAVEN! | Lista rozdziałów 1. Welcome to the MORATORIUM! 2. Welcome to the SUMMER DAYS! 3. Welcome to the VACATION! 4. Welcome to the OFF MEETING! 5. Welcome to the HEAVEN! | Lista rozdziałów 1. Welcome to the MORATORIUM! 2. Welcome to the SUMMER DAYS! 3. Welcome to the VACATION! 4. Welcome to the OFF MEETING! 5. Welcome to the HEAVEN! | - Kolor okładki: niebieska - Postać na okładce: Hitomi Kashiwa     | - Kolor okładki: niebieska - Postać na okładce: Hitomi Kashiwa     |
| 3 | 24 maja 2005 | ISBN 978-40-4713-715-8 | 13 grudnia 2012                                                    | ISBN 978-83-62866-80-9                                             |
| Lista rozdziałów 1. Welcome to the ONLINE! 2. Welcome to the LOCKED ROOM! 3. Welcome to the BLUE BIRD! 4. Welcome to the MY WAY! 5. Welcome to the REFRAIN!        | Lista rozdziałów 1. Welcome to the ONLINE! 2. Welcome to the LOCKED ROOM! 3. Welcome to the BLUE BIRD! 4. Welcome to the MY WAY! 5. Welcome to the REFRAIN!        | Lista rozdziałów 1. Welcome to the ONLINE! 2. Welcome to the LOCKED ROOM! 3. Welcome to the BLUE BIRD! 4. Welcome to the MY WAY! 5. Welcome to the REFRAIN!        | - Kolor okładki: zielona - Postać na okładce: Kaoru Yamazaki       | - Kolor okładki: zielona - Postać na okładce: Kaoru Yamazaki       |
| 4 | 24 listopada 2005 | ISBN 978-40-4713-758-5 | 15 lutego 2013                                                     | ISBN 978-83-62866-81-6                                             |
| 5 | 22 czerwca 2006 | ISBN 978-40-4713-828-5 | 15 kwietnia 2013                                                   | ISBN 978-83-62866-82-3                                             |
| 6 | 21 listopada 2006 | ISBN 978-40-4713-871-1 | 15 czerwca 2013                                                    | ISBN 978-83-62866-83-0                                             |
| 7 | 24 maja 2007 | ISBN 978-40-4713-924-4 | 15 sierpnia 2013                                                   | ISBN 978-83-62866-84-7                                             |
| 8 | 24 lipca 2007 | ISBN 978-40-4713-943-5 | 14 października 2013                                               | ISBN 978-83-62866-85-4                                             |

### Shin NHK ni yōkoso!
2 maja 2021 zapowiedziano wydanie nowej mangi będącej kontynuacją, pod tytułem Shin NHK ni yōkoso! (jap. 新・NHKにようこそ！), której premiera będzie miała miejsce 16 maja w ramach części Elites vol. 3 podczas 32. edycji festiwalu Literature Flea Market.